# Yohanan Aharoni
Yohanan Aharoni o Yohanan Aronheim (Fráncfort del Óder, 7 de junio de 1919 - Tel Aviv, 9 de febrero de 1976) fue un arqueólogo germano-israelí.

## Vida y obra
En 1933, Yohanan Aharoni emigró de la Alemania nazi hacia Palestina y se convirtió en un miembro fundador del Kibbutz Alonim, donde vivió hasta 1947. Entre 1948 y 1950 estuvo al servicio de las Fuerzas de Defensa de Israel.  En el recientemente fundado Estado de Israel comenzó su carrera arqueológica en el Departamento de Antigüedades como inspector para antigüedades galilaicas. En 1968 fue nombrado profesor en la Universidad de Tel Aviv y se convirtió también en presidente de la Sección de Arqueología y Culturas Orientales Antiguas. En 1957 descubrió y estudió la ruina de una fortificación en la meseta oriental de En Quedes. En 1962 descubrió en el Tell Arad la Casa de Yahvé. Entre 1965 y 1971 emprendió con su discípulo Volkmar Fritz excavaciones en Tel Arad, Laquis y Tell es Seba.

## Algunas publicaciones
The Land of the Bible. Historical Geography, 1981.
Carta Bible Atlas, 2002.
The Land of the Bible. Historical Geography, 1981.
Investigations at Lachish. The sanctuary and the residency, 1975.
The Sanctuary of Beer-Sheva, 1975.
Beer-Sheba I. Excavations at Tel Beer-Sheba, 1969-1971, 1973.
The Arad Inscriptions, 1981.
1957a. Hitnahlut Shivtei-Yisrael ba-Galil ha-'Eliyon (The Settlement of the Israelite Tribes in the Upper Galilee). Jerusalem,  Magnes Press, Hebrew University.
Yohanan Aharoni y Michael Avi-Yonah: Macmillan Bible Atlas, 1993.

## Publicaciones sobre Aharoni
"Bibliografía" en Tel Aviv 3 (1976), S. 161-184 [Errata and addenda en Tel Aviv 4 (1977), p. 96.]
Othmar Keel: "Yohanan Aharoni, 1919-1976: Leben und Werk eines führenden israelischen Biblikers und Archäologen". En: Judaica 32 (1976), p. 70-75, 113-118.
Anson F. Rainey: "In Memoriam: Yohanan Aharoni". En: The Biblical Archaeologist 39/2 (1976), p. 53-54.
Anson F. Rainey: "Yohanan Aharoni, the Man and his Work". En: Biblical Archaeology Review 2 (1976), p. 39-40, 48.